# Worotowo (rejon bieżanicki)
Worotowo (ros. Воротово) – wieś (ros. деревня, trb. dieriewnia) w zachodniej Rosji, w osiedlu wiejskim Bieżanickoje rejonu bieżanickiego w obwodzie pskowskim.

## Geografia
Miejscowość położona jest nad jeziorem Kamiennoje, 42 km od centrum administracyjnego osiedla wiejskiego i całego rejonu (Bieżanice), 143 km od stolicy obwodu (Psków).

## Demografia
W 2010 r. miejscowość zamieszkiwały 3 osoby.